# Fastest 1
Fastest 1 (ファステスト・ワン?) è un videogioco di guida sviluppato da Human Entertainment e pubblicato nel 1991 per Sega Mega Drive.
Il gioco avrebbe dovuto essere distribuito in America del Nord da Renovation con il titolo Speedway Pro Challenge.

## Modalità di gioco
Fastest 1 ha il gameplay simile a F1 Triple Battle prodotto dalla stessa software house per PC Engine. Le vetture presenti sono ispirate alle monoposto che hanno preso parte al campionato mondiale di Formula 1 1991.